# Rhagomys rufescens
Rhagomys rufescens är en däggdjursart som först beskrevs av Thomas 1886.  Rhagomys rufescens ingår i släktet Rhagomys och familjen hamsterartade gnagare. IUCN kategoriserar arten globalt som nära hotad. Inga underarter finns listade i Catalogue of Life.
Denna gnagare förekommer i östra Brasilien i delstaterna São Paulo, Minas Gerais och Rio de Janeiro. Arten lever i skogar vid Atlanten som ofta har bambu som undervegetation. Rhagomys rufescens är mycket sällsynt, en längre tid antogs att den är utdöd.